# Pleurobranchus areolatus
Pleurobranchus areolatus är en snäckart som beskrevs av Morch 1863. Pleurobranchus areolatus ingår i släktet Pleurobranchus och familjen Pleurobranchidae. Inga underarter finns listade i Catalogue of Life.